# 潘帕斯區 (帕亞斯卡省)
潘帕斯區（西班牙語：Distrito de Pampas），是秘魯的一個區，位於該國北部安卡什大區的帕亞斯卡省，始建於1918年12月16日，面積438.18平方公里，海拔高度3,190米，2005年人口5,828，人口密度為每平方公里13人。